# Blue Ivy Carter
Blue Ivy Carter (Nova Iorque, 7 de janeiro de 2012) é uma cantora mirim estadunidense.

## Biografia e carreira
Filha primogênita dos artistas Beyoncé e Jay-Z, Carter viveu sua vida sob os holofotes desde o nascimento. Dois dias após o seu nascimento, a revista Time apelidou Carter de "a bebê mais famosa do mundo". Nesse mesmo dia, seus vocais foram apresentados na música "Glory", de seu pai Jay-Z, que lhe rendeu um Guinness World Record por ser a pessoa mais jovem a ter uma música nas paradas da Billboard. Ela tem sido constante tema de representações na mídia, incluindo personificações em programas de TV norte-americanos como o Saturday Night Live e RuPaul's Drag Race.
Em 2020, aos oito anos de idade, ela se tornou a mais jovem vencedora de um BET Award quando ganhou o BET Her Award por sua colaboração em "Brown Skin Girl", single de sua mãe Beyoncé, em parceria com WizKid e Saint Jhn. Ela ganhou um NAACP Image Award e venceu o Grammy Award de Melhor Vídeo Musical pela mesma canção, o que lhe rendeu outro Guinness World Record por ser a mais jovem vencedora do Grammy creditada individualmente; e a segunda mais jovem no geral.
Em 2023, aos 11 anos, juntou-se à mãe, Beyoncé, na Renaissence World Tour, apresentando-se como dançarina durante as performances de "My Power" e "Black Parade".

## Discografia

### Singles
| Título                                                                                       | Ano  | Posições de pico nos charts | Posições de pico nos charts | Posições de pico nos charts | Posições de pico nos charts | Posições de pico nos charts | Posições de pico nos charts | Posições de pico nos charts | Posições de pico nos charts | Posições de pico nos charts | Posições de pico nos charts | Certificações                        | Álbum                   |
| Título                                                                                       | Ano  | US                          | US R&B                      | US Rap                      | CAN                         | IRE                         | LIT                         | NLD                         | NZ Hot                      | SWE Heat.                   | UK                          | Certificações                        | Álbum                   |
| -------------------------------------------------------------------------------------------- | ---- | --------------------------- | --------------------------- | --------------------------- | --------------------------- | --------------------------- | --------------------------- | --------------------------- | --------------------------- | --------------------------- | --------------------------- | ------------------------------------ | ----------------------- |
| "Glory" (Jay-Z com B.I.C.)                                                                   | 2012 | —                           | 63                          | 23                          | —                           | —                           | —                           | —                           | —                           | —                           | —                           |                                      | Single sem álbum        |
| "Brown Skin Girl" (Beyoncé, Saint Jhn e Wizkid com Blue Ivy Carter                           | 2019 | 76                          | 27                          | —                           | 60                          | 50                          | 67                          | 82                          | 6                           | 6                           | 42                          | - BPI: Prata - MC: Ouro - RIAA: Ouro | The Lion King: The Gift |
| "—" indica itens que não foram lançados naquele país ou que não foram incluídos nas paradas. |      |                             |                             |                             |                             |                             |                             |                             |                             |                             |                             |                                      |                         |

### Participações especiais
| Título                                                         | Ano  | Outro artista | Álbum                      | Certificações |
| -------------------------------------------------------------- | ---- | ------------- | -------------------------- | ------------- |
| "Blue"                                                         | 2013 | Beyoncé       | Beyoncé                    | - RIAA: Ouro  |
| "Up&Up" (Coro)                                                 | 2016 | Coldplay      | A Head Full of Dreams      |               |
| "Blue's Freestyle / We Family"                                 | 2017 | Jay-Z         | 4:44                       |               |
| "Lift Ev'ry Voice and Sing" (Blue's Version) (Homecoming Live) | 2019 | Beyoncé       | Homecoming: The Live Album |               |

## Filmografia

### Cinema
| Ano  | Título                            | Papel                | Notas | Ref.   |
| ---- | --------------------------------- | -------------------- | ----- | ------ |
| 2013 | Life Is But a Dream               | Ela mesma            |       | [ 21 ] |
| 2016 | Lemonade                          | Ela mesma            |       | [ 22 ] |
| 2019 | Homecoming: A Film by Beyoncé     | Ela mesma            |       | [ 23 ] |
| 2019 | Beyoncé Presents: Making The Gift | Ela mesma            |       | [ 24 ] |
| 2020 | Black Is King                     | Ela mesma            |       | [ 25 ] |
| 2023 | Renaissance: A Film by Beyoncé    | Ela mesma            |       |        |
| 2024 | Mufasa: O Rei Leão                | Princesa Kiara (voz) |       | [ 26 ] |

### Videoclipes
| Título                             | Ano          | Outro(s) artista(s)                                                         | Diretor(es)                      | Ref.          |
| Como artista                       | Como artista | Como artista                                                                | Como artista                     | Como artista  |
| ---------------------------------- | ------------ | --------------------------------------------------------------------------- | -------------------------------- | ------------- |
| "Blue"                             | 2013         | Beyoncé                                                                     | Beyoncé, Ed Burke, Bill Kirstein | [ 27 ]        |
| "Glory"                            | 2015         | Jay-Z                                                                       | —                                | [ 28 ]        |
| "Brown Skin Girl"                  | 2020         | Beyoncé, Saint Jhn, Wizkid                                                  | Jenn Nkiru                       | [ 29 ]        |
| Participações especiais            |              |                                                                             |                                  |               |
| "Formation"                        | 2016         | Beyoncé                                                                     | Melina Matsoukas                 | [ 30 ]        |
| "All Night"                        | 2016         | Beyoncé                                                                     | Melina Matsoukas                 | [ 31 ]        |
| "Family Feud"                      | 2017         | Jay-Z, Beyoncé                                                              | Ava DuVernay                     | [ 32 ]        |
| "Spirit"                           | 2019         | Beyoncé                                                                     | Jake Nava, Jon Favreau           | [ 33 ]        |
| "Bigger" ("Spirit" extended video) | 2019         | Beyoncé                                                                     | Jake Nava, Jon Favreau           | [ 34 ]        |
| "Bigger" (Black Is King video)     | 2020         | Beyoncé                                                                     | Kwasi Fordjour                   | [ 35 ] [ 36 ] |
| "Find Your Way Back"               | 2020         | Beyoncé                                                                     | Kwasi Fordjour                   | [ 35 ] [ 36 ] |
| "Mood 4 Eva"                       | 2020         | Beyoncé, Jay-Z, Childish Gambino, Oumou Sangaré                             | Dikayl Rimmasch                  | [ 35 ] [ 36 ] |
| "My Power"                         | 2020         | Beyoncé, Nija, Yemi Alade, Busiswa, Tierra Whack, Moonchild Sanelly, DJ Lag | Beyoncé                          | [ 35 ] [ 36 ] |

## Prêmios e indicações
| Ano  | Premiação                         | Indicação                                           | Categoria                                        | Resultado | Ref.          |
| ---- | --------------------------------- | --------------------------------------------------- | ------------------------------------------------ | --------- | ------------- |
| 2017 | Shorty Awards                     | Ela mesma (com Beyoncé)                             | Instagram do Ano                                 | Indicada  | [ 37 ] [ 38 ] |
| 2019 | The Daily Californian Arts Awards | "Brown Skin Girl" (com SAINt JHN, Wizkid e Beyoncé) | Melhor Música                                    | Venceu    | [ 39 ]        |
| 2019 | Soul Train Music Awards           | "Brown Skin Girl" (com SAINt JHN, Wizkid e Beyoncé) | The Ashford & Simpsons Songwriter's Award        | Venceu    | [ 40 ]        |
| 2019 | Soul Train Music Awards           | "Brown Skin Girl" (com SAINt JHN, Wizkid e Beyoncé) | Melhor Colaboração                               | Indicada  | [ 40 ]        |
| 2019 | All Africa Music Awards           | "Brown Skin Girl" (com SAINt JHN, Wizkid e Beyoncé) | Melhor Colaboração                               | Indicada  | [ 41 ]        |
| 2020 | BET Awards                        | "Brown Skin Girl" (com SAINt JHN, Wizkid e Beyoncé) | Prêmio BET Her                                   | Venceu    | [ 42 ]        |
| 2020 | NAACP Image Awards                | "Brown Skin Girl" (com SAINt JHN, Wizkid e Beyoncé) | Melhor Dupla ou Grupo                            | Venceu    | [ 43 ]        |
| 2020 | Soul Train Music Awards           | "Brown Skin Girl" (com SAINt JHN, Wizkid e Beyoncé) | Videoclipe do Ano                                | Venceu    | [ 44 ]        |
| 2021 | AICP Post Awards                  | "Brown Skin Girl" (com SAINt JHN, Wizkid e Beyoncé) | Classificação de Cores: Videoclipe               | Venceu    | [ 45 ]        |
| 2021 | Cannes Lions Awards               | "Brown Skin Girl" (com SAINt JHN, Wizkid e Beyoncé) | Excelência em Videoclipe                         | Venceu    | [ 46 ]        |
| 2021 | Grammy Awards                     | "Brown Skin Girl" (com SAINt JHN, Wizkid e Beyoncé) | Melhor Vídeo Musical                             | Venceu    | [ 47 ]        |
| 2021 | NAACP Image Awards                | "Brown Skin Girl" (com SAINt JHN, Wizkid e Beyoncé) | Prêmio NAACP Image de melhor vídeo musical       | Venceu    | [ 48 ]        |
| 2021 | MTV Video Music Awards            | "Brown Skin Girl" (com SAINt JHN, Wizkid e Beyoncé) | MTV Video Music Award para Melhor Cinematografia | Venceu    |               |
| 2021 | MTV Video Music Awards            | "Brown Skin Girl" (com SAINt JHN, Wizkid e Beyoncé) | MTV Video Music Award para Melhor Vídeo de R&B   | Indicada  |               |
| 2021 | UK Music Video Awards             | "Brown Skin Girl" (com SAINt JHN, Wizkid e Beyoncé) | Melhor Vídeo R&B/Soul – Internacional            | Indicada  | [ 49 ]        |
| 2021 | UK Music Video Awards             | "Brown Skin Girl" (com SAINt JHN, Wizkid e Beyoncé) | Melhor Estilo de Guarda-Roupa em Um Vídeo        | Indicada  | [ 49 ]        |
| 2021 | Voice Arts Awards                 | Hair Love                                           | Melhor Locução – Prêmio Audiolivro Infantil      | Venceu    | [ 50 ]        |
| 2024 | BET Awards                        | Ela mesma                                           | YoungStars Award                                 | Venceu    | [ 51 ]        |